# Abilly
Abilly è un comune francese di 1 133 abitanti situato nel dipartimento dell'Indre e Loira nella regione Centro-Valle della Loira.

## Società

### Evoluzione demografica
Abitanti censiti